# Кальфа Ісаак Абрамович
Ісаак Кальфа (20 січня (1 лютого) 1894, Євпаторія, Таврійська губернія — 1950, Євпаторія, Кримська область) — лікар-інфекціоніст.

## Біографія
Народився в караїмської сім'ї. Рано втратив батька, який помер від холери в віці 46 років. Виховувався матір'ю, Ганною Овдіївна. Закінчив медичний факультет Новоросійського університету в Одесі в 1916 році. Служив військовим лікарем в Карпатах, де йшли важчі бої часів Першої світової війни. Після закінчення війни повернувся до Євпаторії, 1921 року був направлений на роботу в інфекційну лікарню, де і пропрацював до кінця життя. Він був хорошим лікарем і лікував все керівництво міста. Під час нацистської окупації був головним лікарем євпаторійської дитячої міськлікарні. Одним з відомих пацієнтів Ісаака Кальфи був поет Володимир Маяковський, який відпочивав в Євпаторії разом з Лілею Брік.
Євпаторійці дуже поважали доктора Кальфа і довіряли йому. Він ніколи не брав у хворих людей грошей. Допомагаючи іншим лікар Кальфа не зміг допомогти собі: він помер від туберкульозу в 1950 році.

### Родина
Був одружений з Естер Бобович (1895, Одеса — 1969 Євпаторія). Їхній син — Олексій Кальфа (1919—1980) — депутат євпаторійського міської ради, головний лікар Дитячого територіального медичного об'єднання Євпаторії (1958—1961), голова постійної комісії з охорони здоров'я, соцзабезпечення і курортів. Онуки — лікар-рентгенолог Ілля Кальфа і доктор фізико-математичних наук Олександр Кальфа.
У 1941 році Олексій Кальфа закінчив Кримський медичний інститут, був призваний до армії. Служив в медсанбаті 4-ї ударної армії, а після — в 3-му механізованому корпусі. Воював у Прибалтиці, закінчив війну в Кенігсберзі. Після закінчення війни О. Кальфа деякий час служив в Запоріжжі, потім повернувся до рідної Євпаторії, оселився в спадковому будинку. Працював лікарем-ординатором в дитячій міській лікарні, а після — в санепідінстанціі на посаді головного інфекціоніста курорту.
Будинок родини Кальфа в Євпаторії знаходиться по вул. Просмушкіних, 18 і є пам'ятником архітектури і містобудування.

## Нагороди
За відмінну роботу лікаря І. Кальф були присвоєні звання: «Заслужений лікар Кримської АРСР», «Відмінник охорони здоров'я м Євпаторії». А. Кальфа був нагороджений орденом «Знак пошани», почесними знаками «Відмінник охорони здоров'я» та «Відмінник курортів Криму». На будівлі дитячої лікарні в Євпаторії висить меморіальна дошка, на якій написано: «У дитячій лікарні м Євпаторії беззавітно працювали лікарі Кальфа І. А. (1896—1950 рр.) і Кальфа А. І. (1919—1980 рр.)» 